# Pont de Levallois – Bécon

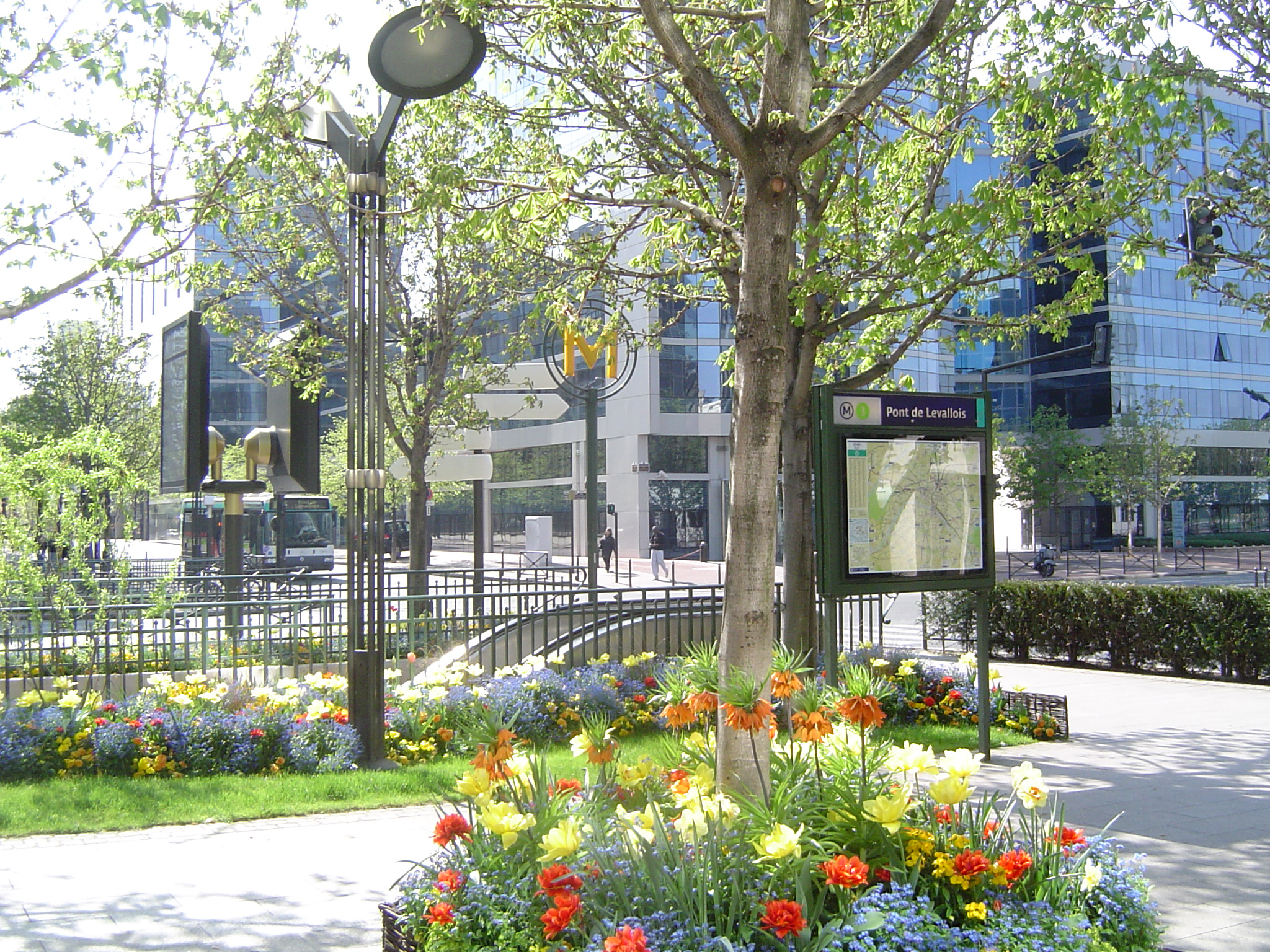
Wejście do stacji

Pont de Levallois - Bécon – stacja linii nr 3 metra  w Paryżu. Stacja znajduje się w gminie Levallois-Perret  Została otwarta 24 września 1937 r.